# Euphorbia stenocaulis
Euphorbia stenocaulis är en törelväxtart som beskrevs av Peter Vincent Bruyns. Euphorbia stenocaulis ingår i släktet törlar, och familjen törelväxter.
Artens utbredningsområde är Moçambique. Inga underarter finns listade i Catalogue of Life.